# يونكرز يو 86
يونكرز يو 86  (بالإنجليزية: Junkers Ju 86)‏ هي قاذفة قنابل بمحركين، أنتجت في ألمانيا . كان أول طيران لها في 1934. دخلت الخدمة في 1936.